# Tarsia
Tarsia är en ort och kommun i provinsen Cosenza i regionen Kalabrien i Italien. Kommunen hade 1 998 invånare (2018).